# 布勢真穂
布勢 真穂（ふせ まほ）は、日本の女優。

## 出演

### 映画
- 「恋はいつもアマンドピンク」（1988年2月11日） - ジュンコ 役

### テレビドラマ
- 水曜ドラマスペシャル「袋小路の女」（1987年2月18日、TBS）
- 「代議士の妻たち」（1988年4月4日 - 5月23日、TBS）
- 「熱くなるまで待って!」（1987年7月9日 - 9月24日） - 大浜ルリ子 役
- 「まんが道 青春編」（1987年8月14日） - 看護婦 役
- 土曜ドラマスペシャル「一発逆転夫婦」（1988年7月23日、TBS）
- 「いとしの婿どの」（1989年10月9日 - 12月29日、フジテレビ）
- 連続テレビ小説「純ちゃんの応援歌」第69話・第72話・第82話・第88話・第89話・第91話・第96話・第97話・第104話・第108話・第117話・第120話・第121話・第124話 - 第128話（1988年12月21日・12月24日・1989年1月12日・1月18日・1月19日・1月21日・1月27日・1月28日・2月6日・2月10日・2月21日・2月24日・2月25日・3月1日 - 3月6日、NHK） - 興園寺（吉井）節子 役[1]
- 「時の祭り」（1990年3月25日、TBS）
- 月曜ドラマスペシャル「お局さまはハイミス管理職」第2作（1990年5月28日、TBS）
- 「悶絶! 電脳固め」（1990年8月13日 - 8月17日、フジテレビ）